# 哈伦贝格
哈伦贝格（德語：Hallenberg，發音：[ˈhalənˌbɛʁk] ⓘ）是德国北莱茵-威斯特法伦州阿恩斯贝格行政区上绍尔兰县的城市，面积65.35平方千米，2023年12月31日人口为4,488人。